# NARP-Syndrom
Das NARP-Syndrom, Akronym für Neuropathie, Ataxie und Retinitis Pigmentosa, ist eine sehr seltene angeborene fortschreitende Erkrankung mit einer Kombination von proximaler nervenbedingter (neurogener) Muskelschwäche, sensomotorischer Neuropathie (Nervenerkrankung), Ataxie (Störung der Bewegungskoordination) und Netzhautdegeneration (Retinitis pigmentosa). Die Erkrankung tritt bereits im Kindesalter auf und wird durch maternale (mütterliche) mitochondriale Vererbung weitergegeben. Das Syndrom gehört zu den Mitochondrialen Retinopathien.
Die Erstbeschreibung stammt aus dem Jahre 1990 durch den englischen Neurologen I. J. Holt und Mitarbeiter. Die Namensbezeichnung wurde im Jahre 2000 durch John B. Kerrison und Mitarbeiter vorgeschlagen.

## Verbreitung
Die Häufigkeit wird mit 0,8 auf 100.000 angegeben, das Syndrom wird mitochondrial vererbt.

## Ursache
Der Erkrankung liegt meist eine Punktmutation (Nukleotidaustausch (m.8993T>C/G)) in der Untereinheit 6 des mitochondrialen H(+)-ATPase-Gens (MTATP6) zugrunde. Diese Punktmutation ist auch beim maternal vererbten Leigh-Syndrom zu finden. Seltener können andere Mutationen wie m.8839G>C, m.8989G>C, m.8618-8619insT, m.9032T>C und m.9127-9128 delAT nachgewiesen werden.

## Klinische Erscheinungen
Klinische Kriterien sind:
- Manifestation im Kindesalter oft mit Lernschwierigkeiten
- Muskelschwäche,
- sensorische Neuropathie
- Ataxie
- Retinopathie

Der Krankheitsverlauf kann über viele Jahre stabil sein, dann oft im Zusammenhang mit viralen Infekten schubartig schlechter werden.

## Diagnose
Die Diagnose ergibt sich aus der Kombination klinischer Befunde einschließlich Elektroretinogramm, Elektromyographie und Magnetresonanztomographie des Gehirns und kann durch humangenetische Untersuchung gesichert werden.

## Differentialdiagnose
Abzugrenzen sind:
- MILS, mütterlich vererbtes Leigh-Syndrom mit gleichartiger Störung der mitochondrialen oxidativen Phosphorylierung
- Refsum-Syndrom
- Cockayne-Syndrom
- Abetalipoproteinämie
- Usher-Syndrom
- Hereditäre motorisch-sensible Neuropathie Typ 1
- Pyruvat-Dehydrogenase-Mangel
- Biotinidasemangel

## Therapie
Eine ursächliche Behandlung ist nicht bekannt, es können lediglich Symptome angegangen werden. Regelmäßige Kontrolluntersuchungen sind angezeigt. Vermieden werden sollten einige Medikamente wie Natriumvalproat, Barbiturate und Anästhetika sowie Dichloracetat.

## Prognose
Durch das Fortschreiten der Erkrankung sind die Aussichten eingeschränkt. Lebensqualität und Selbständigkeit werden schlechter. Die neurogene Muskelschwäche kann einen Rollstuhl erforderlich machen.